# アブハジアの国章
アブハジアの国章（アブハジアのこくしょう）は、ジョージアから事実上独立状態にあるアブハジア共和国の国家のシンボルである。同国最高会議がジョージアからの分離独立を宣言した後の1992年7月23日に制定された。
アブハジア共和国の国章は盾（エスカッシャン）を黄金色で縁取り、その内部を垂直線で二分して緑と白に塗り分けている。盾の下部中央には金色の八芒星が、盾の上部には緑の側と白の側にそれぞれ小さな金色の八芒星が置かれる。盾の中央には飛ぶように走る駿馬にまたがった人物が金色で描かれる。騎馬の人物は星に向けて弓を放とうとしている。この人物はイランの伝説に現われるアーラシュという弓の名手と起源を同じくし、星に弓を放つ場面は北カフカースの各民族の間で語られるナルト叙事詩から来ている。
国章の緑色は青春と生命を、白は精神性を表す。八芒星は太陽を表したもので、同時に東洋と西洋の連合を表す。

アブハジア自治共和国（ジョージア）の国章

アブハジア社会主義ソビエト共和国（1921年-1931年）の国章

アブハズ自治ソビエト社会主義共和国（グルジアSSR）の国章